# Centrale de Malgovert
La centrale hydroélectrique de Malgovert est située à Séez, commune limitrophe de Bourg-Saint-Maurice (Savoie). Grâce à ses 4 groupes de production de type Pelton de 83 MW, elle constitue la centrale hydroélectrique la plus puissante de la vallée de la Tarentaise.

## Historique
Construite après la Seconde Guerre mondiale alors que la France manque d'énergie, elle a été inaugurée par le président de la République Vincent Auriol, en 1953. Le barrage de la prise d'eau, qui forme le lac des Brévières, a été réalisé en 1932 pour créer une accumulation journalière pour l'usine de Viclaire. Malgré la construction de l'usine de Malgovert, l'usine de Viclaire est encore en service et elle turbine les eaux du tronçon court-circuité. Entre 2014 et 2016, les conduites forcées font l'objet d'un chantier de rénovation qu'EDF anticipe en diminuant le niveau du lac du Chevril, ; fin 2015, un incident retarde le calendrier de ce chantier.

## Description de l'aménagement
La centrale de Malgovert est alimentée par une galerie de 15 km provenant du lac des Brévières, en aval du lac du Chevril à Tignes, dans laquelle l'eau chute de la montagne de 750 m via deux conduites forcées. Elle alimente 4 turbines Pelton double de 83 MW chacune. L'eau est ensuite renvoyée à l'Isère jusqu'au bassin de compensation de Montrigon.
L'aménagement est constitué de :
- une prise d'eau principale et d'une vanne de tête de galerie au niveau du lac des Brévières,
- huit prises d'eau auxiliaires situées tout le long de la galerie d'amenée,
- une galerie d'amenée de 15 km qui traverse la montagne en rive gauche,
- une cheminée d'équilibre
- deux vannes de tête de type papillon,
- deux conduites forcées,
- l'usine,
- un poste d'évacuation extérieur 150 et 220 kV,
- le bassin de compensation de Montrigon.

### Usine
Construite sur la commune de Séez en rive gauche de l'Isère, l'usine est équipée de 4 groupes Pelton à axe horizontal comprenant chacun 2 robinets sphériques, 2 roues Pelton et 1 alternateur. Huit transformateurs (2 transformateurs triphasés et 6 transformateurs monophasés) sont installés dans des alvéoles attenants à la façade nord de la centrale.

### Poste électrique
Le poste extérieur est situé sur la rive droite de l'Isère, face à la centrale. Il est équipé de 3 départs 220 kV et de 4 départs 150 kV.

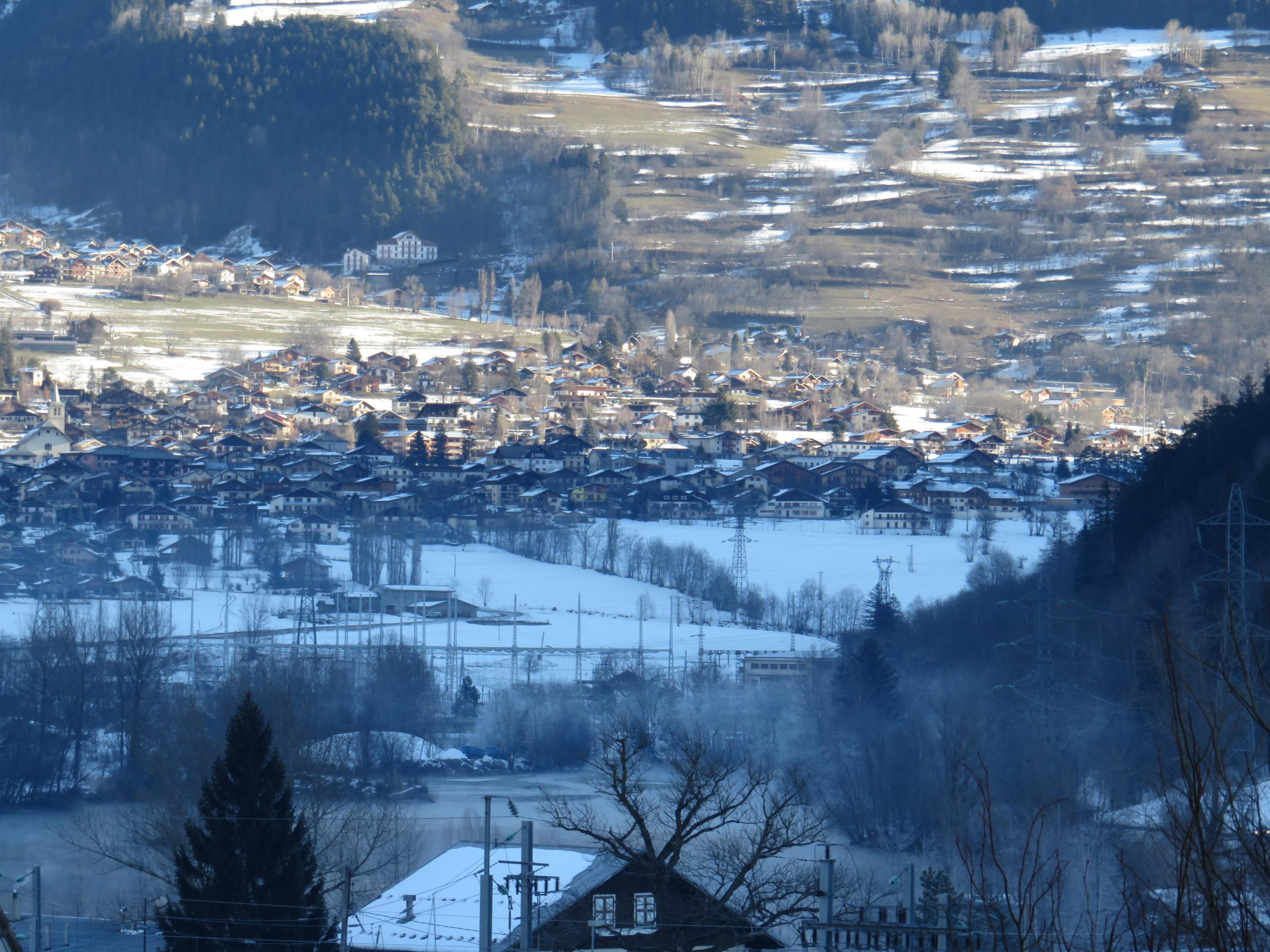
Le poste électrique de la centrale vu de la Gare de Bourg-Saint-Maurice.